# Yacimiento arqueológico de La Alcudia
El yacimiento arqueológico de La Alcudia se encuentra a 3 km al sur de la ciudad española de Elche (Alicante), cerca del río Vinalopó. Su extensión actual es de aproximadamente 10 hectáreas en donde se han realizado diferentes trabajos de excavación a lo largo de los últimos siglos.

## Historia
Durante casi todo el siglo XX fue propiedad de la familia Ramos, que llevó a cabo los trabajos arqueológicos durante todo ese periodo. Su adquisición, en 1996, por parte de la Universidad de Alicante constituyó el inicio de una nueva fase, centrada en la valoración científica del yacimiento y de sus monumentos y en la potenciación de su riqueza cultural.^^

## Excavaciones

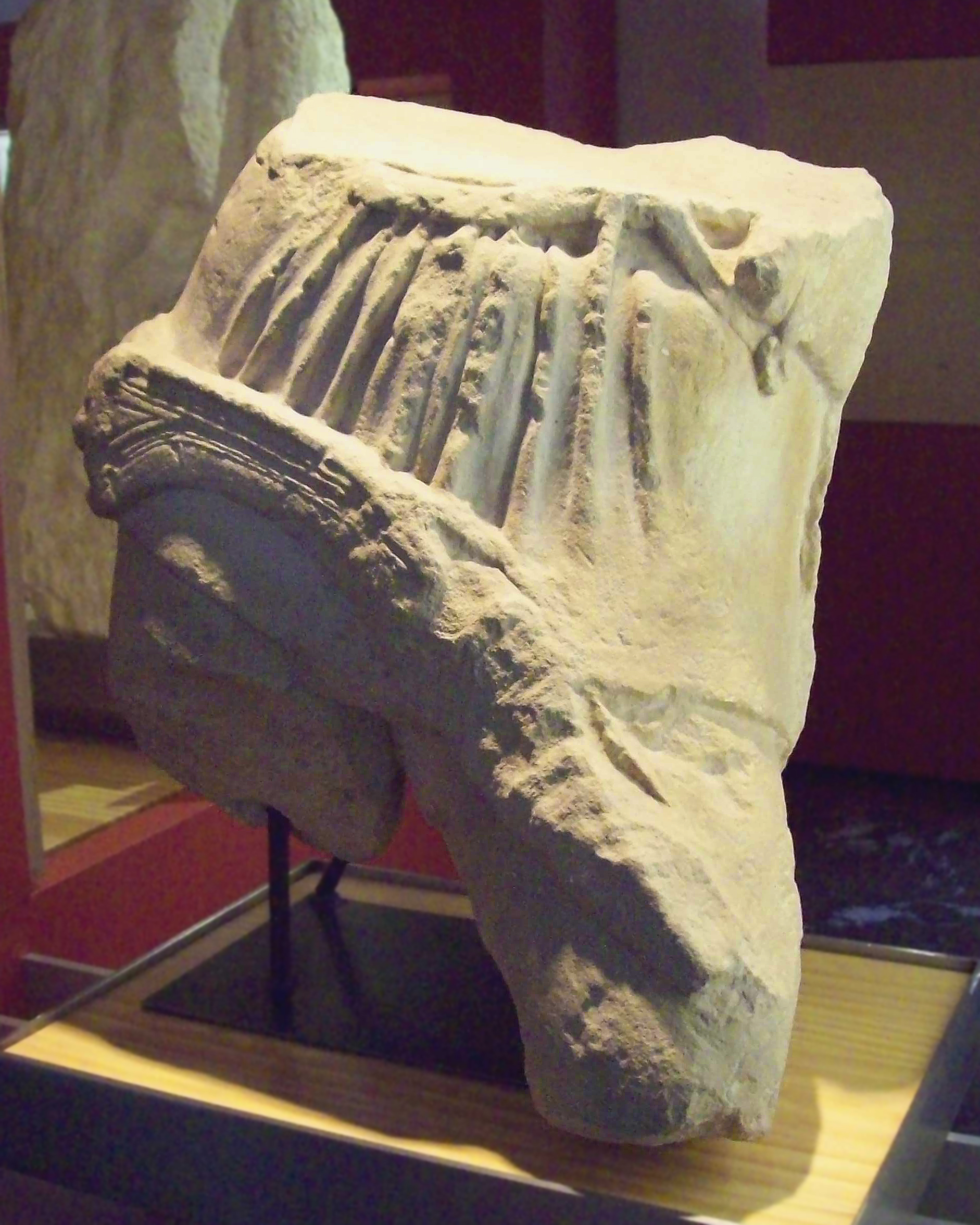
Guerrero ibero hallado en La Alcudia (M.A.N., Madrid)

Según los datos hallados la secuencia estratigráfica abarca desde finales de la Edad del Bronce hasta principios de la época islámica, aunque también se han hallado en las cercanías materiales neolíticos. El asentamiento alcanza su mayor apogeo en las épocas ibérica y romana. Posiblemente sería la principal ciudad de la región ibérica y en concreto de su parte meridional; su influencia llegaría al centro y sur de la provincia de Alicante y a zonas limítrofes de Albacete y Murcia.

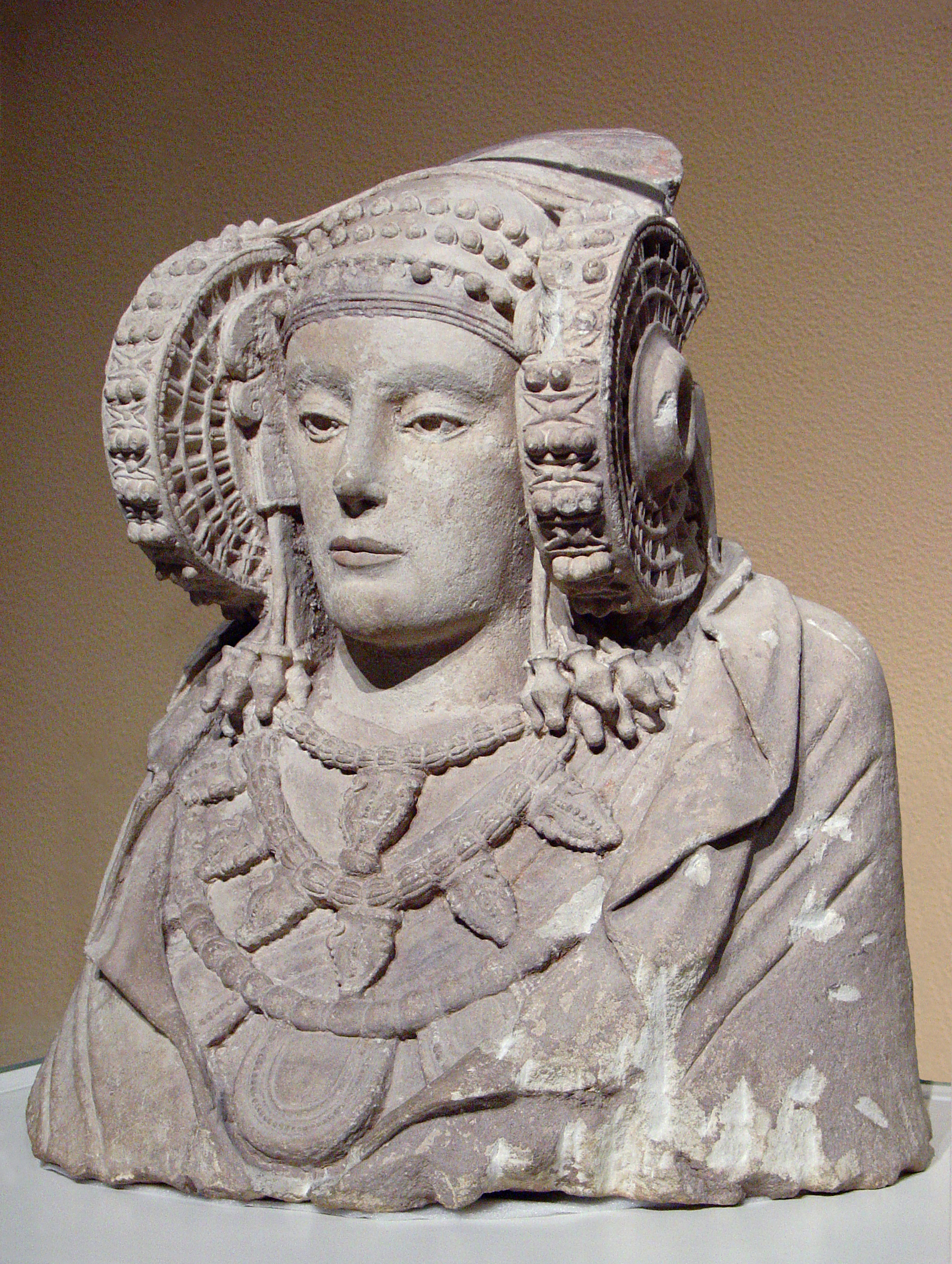
La Dama de Elche, hallada en La Alcudia en 1897

En las excavaciones realizadas hasta el momento se han encontrado, por debajo de los niveles romanos, otros ibéricos, siendo posible que la ciudad ibérica abarque la misma extensión que la romana. En este caso nos encontraríamos ante una ciudad ibérica de considerables dimensiones para lo habitual en la Comunidad Valenciana, aunque menor que las de otras áreas de la Península. Los materiales de los niveles ibéricos son de gran interés, especialmente la escultura monumental y la cerámica llamada Elche-Archena.

## Hallazgos
De la época ibérica se han encontrado gran número de monumentos escultóricos, entre ellos la famosa Dama de Elche, busto femenino datado entre los siglos IV y V a. C.
A pocos metros de la Dama se halló, de forma casual, un fragmento de una escultura de un guerrero ibero, vestido con túnica corta y empuñando una falcata. Fue labrado en piedra caliza en el siglo IV a. C., y puede que formara parte de un conjunto escultórico de tipo heroon. Hoy en día se encuentra expuesto en el Museo Arqueológico Nacional de España, en Madrid.